# Focos
Focos是一款运行于iOS上的图像拍摄与处理应用。其利用iPhone的多镜头设计，在拍摄时形成3D模型，可以合成具有浅景深效果的照片，或添加虚拟光源照明。其在2019年8月更新的2.0版本，取消了多摄限制，可以对任意照片进行景深模拟。
Focos程序本体免费，具有内购选项可升级为专业版。本体提供圆形光圈虚化与单光源模拟功能；进阶版本的程序允许模拟不同的光圈形状，来模拟不同的散景效果；或增设更多的虚拟光源。

## 概述

双镜头iPhone拍摄猫只，可在Focos软件内以点云状的3D模型，调节前后景深外的虚化

苹果公司在iPhone 7 Plus开始配备双镜头设计，并且在自己的内置相机程序里加入人像模式（Portrait Mode）。在拍摄时，同时采集两个相距一段距离的镜头信息，通过比较分析获得拍摄物的3D模型，并且以此进行景深和光源渲染。在调校时，获得光场相机，如Lytro的后对焦体验。
从本质上说，拍摄建模并进行后期调校，属于计算摄影范畴。2014年4月，Google在其安卓内置相机程序中的实现，为拍摄后平移一段距离，获得深度信息；相比较而言，多镜头设计简化了用户操作。
在iOS 11中，苹果开放了深度信息接口API，focos调用双镜头生成的深度数据，进行更加个性化的调校。除了模拟不同的散景效果外，在2018年7月的更新中，程序还支持在3D模型中设置光源（3D Lighting system），实现后期调节光照的效果。除了程序拍摄的图像，也支持系统内置的人像模式拍摄照片的后期修改（需要以HEIF格式存储，因为需要深度数据）。
软件名称 focos 来源于 focus + photos 的新造词，保留有前者的发音。软件开发者王晓东 Xiaodong Wang ，同时也是图片相关的Colorburn与MaxCurve两款软件的作者；两作分别获选2015与2016年度App Store Best app。

## 版本与支持
Focos可以在许多iOS设备上安装，但早期时候景深调节功能需要双镜头硬件，即以下设备支持：
- iPhone 7 Plus （需升级到iOS 11）
- iPhone 8 Plus
- iPhone X
- iPhone Xs 与 iPhone Xs Max
- iPhone XR （前置支持景深调节，后置支持模拟）
- iPad Pro （2018款，前置支持景深调节）

2.0版本加入了学习功能，不需要双摄硬件也可以进行模拟。
| 版本号 | 时间       | 主要功能更新项                                                                   |
| ------ | ---------- | -------------------------------------------------------------------------------- |
| 1.0    | 2017-10-31 | 初代发布                                                                         |
| 1.1    | 2017-12-07 | - 添加光圈类型 - 连拍模式                                                        |
| 1.2    | 2018-01-20 | - 自定义预设方案 - 支持图片格式选择 - 语言选择 - 2.35:1比例支持                  |
| 1.3    | 2018-03-10 | - 背景图片替换 - 1.31支持透明背景的PNG保存                                       |
| 1.4    | 2018-05-10 | - 提升景深数据的精度 - 1.41支持保存为前后对比的实况照片                          |
| 1.5    | 2018-07-31 | - 3D打光工具 - iOS 12适配                                                        |
| 1.6    | 2018-11-29 | - 支持iPad界面                                                                   |
| 1.7    | 2019-03-19 | - 支持编辑历史及回溯 - 支持编辑规则套用                                          |
| 2.0    | 2019-08-28 | - 支持所有类型照片的学习，实现景深模拟                                           |
| 2.4.3  | 2021-02    | - 新增RAW+JPEG的混合存储格式 - 借用系统DeepFusion功能，提升像素为24MP(6000x4000) |

## 类似功能与实现
- iOS设备
  - 内置相机的Portrait Mode，但调节功能较为有限；生成的.heic文件可在focos中编辑
  - Anamorphic，另外一款景深模拟程序，但仅提供圆形光圈与模拟变形镜头（英语：Anamorphic format）带来的散景效果[9]
  - Halide，一款拍照程序，在2018年3月的1.7版本更新中，加入了深度数据支持[10][11]
- Android设备
  - 2016年随iPhone 7 Plus启用双镜头，安卓阵营也加入了多镜头设计竞赛，并在内置程序中加入虚化效果，例如华为P9和Samsung Galaxy Note 8。
  - Google，在2017年10月，Pixel 2与Pixel 2 XL相机程序升级中加入Portrait mode[12]，Pixel 2 与衍生机型 XL 虽然都是单镜头设计，但是传感器采用Dual Pixel设计，通过比对同一位置的双像素数据差异，并且借由TensorFlow的卷积神经网络进行机器学习。之后有爱好者提取出该代码，并改写为可在其他部分具有骁龙处理器的安卓机型上使用的程序[13][14]。

2020年，作者也推出了专注于视频中景深调节的应用，称作「focos live」。

## 评价
电影摄影师Tito Ferradans认为，现在所处的时代正在经历变革，随着手机处理能力的提升，减小了与传统“好相机”的差距，以使用Focos的iPhone和Pixel 2所代表的新世代机型，让更多普通人可以拍出还不错的作品。
新西兰摄影师Ben Stewart指出，focos为代表的计算摄影带来的重建虚化，挑战了小型相机在这一方面的优势。